# Costado (anatomía)
El flanco o costado es el lado del cuerpo entre la caja torácica y el hueso ilíaco de la cadera (debajo de la caja torácica y encima del íleon). 
A veces se le llama región lumbar .

## Descripción
Designa cada una de las partes laterales del cuerpo, ya sea en un hombre o en un animal, abarcando desde las costillas hasta las caderas. En los cuadrúpedos, es la parte que une la pata delantera con la trasera.